# ディヴィジオン・ナシヨナル1933-1934
ディヴィジオン・ナシヨナル1933-1934はフランスのプロサッカーリーグ1部、シャンピオナ・ドゥ・フランス・ドゥ・フットボールの第2回目のシーズンである。
FCセトが初優勝を決めた。セトはクープ・ドゥ・フランス1933-1934も制覇し、フランス初のリーグ・カップ2冠を達成している。

## フォーマット
14クラブによるホーム・アンド・アウェー総当たり・全26節のリーグ戦である。1位は優勝、下位2クラブは自動降格する。

## 出場クラブ
| - FCアンティーブ - ASカンヌ - SCフィヴ - オランピック・リロワ - オランピック・ドゥ・マルセイユ - SOモンペリエ - OGCニース - SCニーム - CAパリ - RCパリ - スタッド・レンネUC - エクセルシオールACルーベ - FCセト - FCソショー＝モンベリアル |

## 順位表
| 順 | チーム                          | 試 | 勝 | 分 | 敗 | 得 | 失 | 差  | 点 | 出場権または降格                           |
| -- | ------------------------------- | -- | -- | -- | -- | -- | -- | --- | -- | ------------------------------------------ |
| 1  | FCセト (C)                      | 26 | 14 | 6  | 6  | 69 | 52 | +17 | 34 | クープ・ドゥ・フランス1933-1934優勝        |
| 2  | SCフィヴ                        | 26 | 13 | 7  | 6  | 57 | 31 | +26 | 33 |                                            |
| 3  | オランピック・ドゥ・マルセイユ  | 26 | 15 | 3  | 8  | 69 | 46 | +23 | 33 |                                            |
| 4  | オランピック・リロワ (サッカー) | 26 | 14 | 4  | 8  | 70 | 40 | +30 | 32 |                                            |
| 5  | エクセルシオールACルベ          | 26 | 13 | 4  | 9  | 65 | 59 | +6  | 30 |                                            |
| 6  | スタッド・レネUC                | 26 | 11 | 5  | 10 | 67 | 75 | −8  | 27 |                                            |
| 7  | FCアンティーブ                  | 26 | 11 | 5  | 10 | 52 | 60 | −8  | 27 |                                            |
| 8  | SOモンペリエ                    | 26 | 10 | 6  | 10 | 53 | 55 | −2  | 26 |                                            |
| 9  | SCニーム                        | 26 | 11 | 3  | 12 | 68 | 72 | −4  | 25 |                                            |
| 10 | ASカンヌ                        | 26 | 9  | 7  | 10 | 42 | 52 | −10 | 25 |                                            |
| 11 | RCパリ                          | 26 | 9  | 5  | 12 | 51 | 49 | +2  | 23 |                                            |
| 12 | FCソショー                      | 26 | 9  | 4  | 13 | 60 | 70 | −10 | 22 |                                            |
| 13 | OGCニース (R)                   | 26 | 6  | 5  | 15 | 42 | 69 | −27 | 17 | ディヴィジオン・アンタルレジオナールに降格 |
| 14 | CAパリ (R)                      | 26 | 5  | 0  | 21 | 55 | 90 | −35 | 10 | ディヴィジオン・アンタルレジオナールに降格 |

## 昇降格
（この節の出典：）
| 1部昇格 | レッドスター・オランピック | オランピック・アレス | FCミュルーズ | RCストラスブール |
| 2部降格 | OGCニース                  | CAパリ               |              |                  |

来シーズンからディヴィジオン・ナシヨナルは16クラブ制となるため、4クラブがディヴィジオン・アンタルレジオナールから昇格した。

## 得点ランキング
| 順位 | 選手                           | 国籍                          | クラブ                          | 点数 |
| ---- | ------------------------------ | ----------------------------- | ------------------------------- | ---- |
| 1    | イシュトヴァーン・ルカチ       | ハンガリー                    | FCセト                          | 28   |
| 2    | ヴァルター・ヴォールヴァイラー | ドイツ国                      | スタッド・レネUC                | 25   |
| 3    | ロジェ・クルトワ               | フランス                      | FCソショー＝モンベリアール      | 23   |
| 4    | ヴァーツラフ・ヴァラ           | チェコスロバキア              | SCフィヴ                        | 19   |
| -    | アンドレ・シモニー             | フランス                      | オランピック・リロワ (サッカー) | 19   |
| -    | ジョゼフ・アルカザル           | フランス                      | オランピック・ドゥ・マルセイユ  | 19   |
| 7    | カーロイ・コヴァーチュ         | ハンガリー                    | FCアンティーブ                  | 17   |
| 8    | ヴィリー・コフート             | ハンガリー                    | オランピック・ドゥ・マルセイユ  | 16   |
| 9    | エルネスト・リベラティ         | フランス                      | SCフィヴ                        | 15   |
| 10   | アルパード・ベルコ             | フランス                      | FCアンティーブ                  | 14   |
| -    | ジャン・ボワイエ               | フランス                      | オランピック・ドゥ・マルセイユ  | 14   |
| -    | ヨーゼフ・シルニー             | チェコスロバキア              | SCニーム                        | 14   |
| -    | エミール・ヴェナント           | フランス                      | RCパリ                          | 14   |
| 14   | イヴァン・ベック               | ユーゴスラビア王国 / フランス | FCセト                          | 13   |
| -    | アンドレ・ショヴェル           | フランス                      | スタッド・レネUC                | 13   |
| -    | ウィリー・ドゥレス             | フランス                      | RCパリ                          | 13   |
| -    | ヴァルター・カイザー           | ドイツ国                      | スタッド・レネUC                | 13   |
| -    | ノルベール・ヴァン・ケヌゲン   | フランス                      | エクセルシオールACルベ          | 13   |

## データ
- 最多得点：オランピック・リロワ (70得点)
- 最少失点：SCフィヴ (26失点)
- 最少得点：ASカンヌとOGCニース (42得点)
- 最多失点：CAパリ (90失点)

## シーズンハイライト
スポーツ紙L'Autoは優勝争いが終盤に入った1934年4月30日、オランピック・ドゥ・マルセイユが最後に優勝する可能性が濃厚と予想した。それというのも、首位FCセトは2位マルセイユをわずか勝ち点1上回っていたものの得失点率で劣っており、しかも先に全日程を終えてしまっていた。未消化試合を3試合残している上に得失点率でリードするマルセイユは、たった1試合引き分けるだけで優勝できたのだ。この予想は世間一般の常識であった。
リーグ全日程を終えたFCセトは、ほかならぬマルセイユを決勝で破りクープ・ドゥ・フランス1933-1934優勝を決めた後、北アフリカでの興行ツアーに出かけていた。5月20日、セトの選手たちがカサブランカのカフェに入ったとき、そこで思いがけないニュースを知らされた。「マルセイユ3連敗、FCセト優勝決定」。未消化試合2連敗の後、マルセイユは1万人が集まった本拠地リュヴォーヌで第24節順延試合エクセルシオールACルーベ戦に臨んだが、これに2-4で敗れ最後のチャンスを逃した。
その他の話題としては、ソショーとラシンが昨季に続いて期待外れの下位低迷、そして13位で降格したOGCニースがプロライセンスを失ったことなどである
。